# Хикмат Мирзајев
Хикмат Изат оглу Мирзајев (азер. Hikmət İzzət oğlu Mirzəyev) је азербејџански војни официр. Он је генерал-потпуковник оружаних снага Азербејџана и командант специјалних снага. Учествовао је у сукобима у Нагорно-Карабаху 2016, као и у рату у Нагорно-Карабаху 2020. Предводио је азербејџанске снаге у бици код Шуше 2020. Добио је титулу хероја Отаџбинског рата.

## Биографија
Мирзајев је рођен у азербејџанском рејону Биласувар. Дана 19. јануара 2002. године, указом председника Хејдара Алијева, Мирзајеву је додељен чин потпуковника. Дана 29. априла 2015. године, као командант Специјалних снага, генерал-мајор Мирзајев, учествовао је у церемонији уручења борбених застава новоствореним војним јединицама азербејџанских специјалних снага. Он је предводио азербејџанске специјалне снаге током сукоба у Нагорно-Карабаху у априлу 2016. године.
Дана 4. октобра 2020. године председник Илхам Алијев честитао је Мирзајеву, као и генерал-мајору Маису Бархударову и особљу које су водили на поновном заузимању града Џебрајил и девет села рејона Џебрајиљ. Указом председника Алијева, Мирзајеву је 17. октобра додељен чин генерал-потпуковника. Алијев га је 8. новембра сажео при поновном заузимању Шуше. Мирзајев је 10. децембра предводио војнике специјалних снага Министарства одбране који су марширали на паради победе у Бакуу.